# Посейдон (ракета)

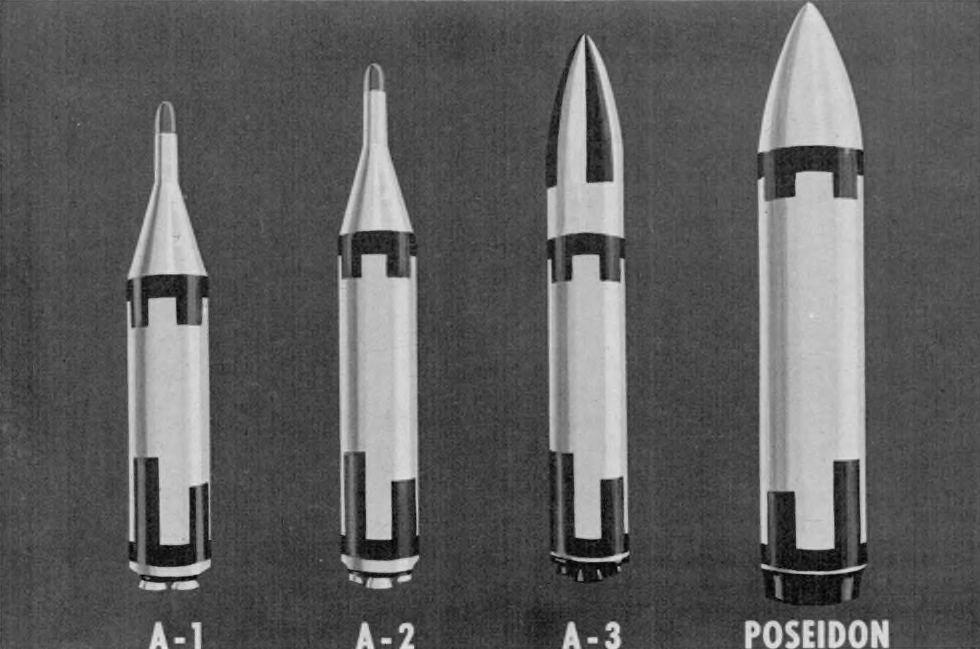
Сравнительные размеры БРПЛ «Поларис» и «Посейдон».

UGM-73 «Посейдон» (англ. UGM-73 Poseidon C-3, [pɔ'said(ə)n] — Посейдон) — американская баллистическая ракета, размещаемая на подводных лодках. Первая БРПЛ США, оснащённая разделяющейся головной частью с боевыми блоками индивидуального наведения (РГЧ ИН).
Разработка ракетного комплекса началась в 1963 году. 3 августа 1970 года успешно завершена серия лётных испытаний. 31 марта 1971 года первый ракетоносец — «Джеймс Мэдисон» — заступил на боевое патрулирование с новыми ракетами на борту.
Программа производства 619 ракет UGM-73A «Посейдон» была завершена в 1975 году. Всего было развернуто 496 ракет на 31 подводном ракетоносце типов «Лафайет», «Джеймс Мэдисон» и «Бенджамин Франклин».
Ракетная система «Посейдон C-3» состояла на вооружении до 1996 года, когда последняя ракетная лодка была выведена из боевого состава в соответствии с положениями договора СНВ-1.

## История разработки
Принятая на вооружение в 1964 году баллистическая ракета для подводных лодок (БРПЛ) «Поларис A-3» предназначалась для поражения незащищённых, в основном площадных гражданских целей. Мощность её трёх боевых блоков по 200 кт и сравнительно низкая точность не позволяли её использовать против защищённых военных целей. В 1961 году фирма «Локхид» в инициативном порядке провела проработку ряда вариантов усовершенствования ракеты. В 1962 году она предложила Министерству обороны вариант, получивший обозначение A3A. Для увеличения массы полезной нагрузки, а следовательно и массы ракеты, диаметр корпуса увеличивался с 54 до 66 дюймов (с 1372 до 1676 мм). За счёт увеличения энерговыделения трёх разводимых боевых блоков до 600 кт или использования одного более мощного боевого блока с увеличенной дальностью предлагалось улучшить возможности поражения защищённых целей. Инициатива была отклонена министром обороны Макнамарой. Рост характеристик был сравнительно небольшим. А запрошенная цена в 1,6 млрд. долларов на разработку и производство 368 ракет A3A была признана чрезмерной.
В первой половине 1962 года департаментом специальных разработок ВМФ США — SPO (англ. Special Project Office) начались проработки концепции следующего поколения БРПЛ. Для БРПЛ вопрос дальности не был столь критичным, как для МБР. Поэтому основным вопросом стал выбор типа полезной нагрузки, зависящего от типа поражаемых целей. В процессе проработки проект получил обозначение «Polaris B-3», и стало понятно, что придётся использовать весь резерв объёма пускового стакана, заложенный при разработке ПЛАРБ типа «Лафайет», и ракета будет иметь диаметр 74 дюйма (1880 мм).
В ноябре 1962 года планировалось, что будет осуществлена совместная с ВВС США разработка боевого блока Mk.12 и он будет использоваться для БРПЛ «Polaris» В-3 и МБР «Минитмен-3». Морскую ракету планировалось оснастить шестью боевыми блоками. Метод разведения, применявшийся на «Поларис A-3», не подходил, и были рассмотрены три варианта. Первый — Mailman, на основе разработок ВВС для МБР «Минитмен». Он предполагал создание так называемого «автобуса» (англ. bus) — платформы с системой наведения и двигательным блоком, от которой в рассчитанных точках траектории последовательно отделялись боевые блоки. Вторая — Blue Angels, предполагала использование системы управления, аналогичной «Поларис». Для наведения блоков на цели предполагалось оснастить их индивидуальной системой наведения и двигательной установкой. Первые два способа, таким образом, обеспечивали индивидуальное наведение каждого блока на цель. Третий способ — Carousel, предполагал вращение ракеты в конце активного участка траектории и рассеивание блоков за счёт центробежных сил. Он не обеспечивал индивидуального наведения и вскоре был отброшен.
Наиболее интересным считался способ Mailman. В отличие от Blue Angels он не требовал доработки блока Mk.12, а кроме этого позволял использовать и другой блок. Несмотря на то, что OSD (англ. Office of the secretary of Defence — центральный аппарат министерства обороны США) настаивал на использовании блока Mk.12 со 150-кт боевой частью, SPO начало проработку альтернативного блока Mk.3 с меньшим боезарядом, что позволяло оснастить ракету большим количеством блоков.
В ноябре 1964 года Макнамара направил президенту меморандум, в котором рекомендовал выделение 35 млн долларов в рамках бюджета 1966 года на начало разработки ракеты «Поларис B-3». Техническое задание на ракету предполагалось утвердить в течение 1965 бюджетного года. Предполагалось создать ракету с улучшенными характеристиками точности и забрасываемого веса, позволяющими одной ракетой уничтожать защищённые единичные цели или несколько незащищённых целей, расположенных на удалении друг от друга до 75 миль.
18 января 1965 года президент Джонсон объявил о начале разработки БРПЛ следующего поколения. Администрация президента критиковалась за отсутствие разработки новых стратегических систем. Поэтому из политических соображений проект новой ракеты стали именоваться «Poseidon C-3».
В процессе проработки обсуждался вариант использования боеголовки мегатонного класса Mk.17, что обеспечило бы высокую вероятность уничтожения высокозащищённых целей. К концу 1965 года остановились на варианте использования боевого блока Mk.3. Он не намного уступал блоку Mk.12, при этом таких блоков на ракете помещалось больше. При использовании нескольких блоков по одной единичной защищённой цели вероятность её поражения возрастала, поэтому от блока Mk.17 также отказались. Не последнюю роль в принятии решения сыграли опасения SPO, что блоки, разрабатываемые ВВС без контроля флота, могут быть не оптимальны по своим характеристикам для целей флота.
К январю 1966 года были утверждены базовые характеристики новой ракеты. В первую очередь ракета предназначалась для прорыва системы противоракетной обороны, возможность поражения высокозащищённых целей была признана второстепенной. Дальность должна была быть такой же, как у «Поларис A-3». В качестве полезной нагрузки был выбран блок Mk.3. По настоянию OSD было добавлено пожелание увеличить точность на 50 %, но это требование не было обязательным.
Контракт на разработку и производство ракетной системы «Посейдон» получила компания «Локхид Мартин». Его первоначальная стоимость составила 456,1 млн долларов. Контракт предусматривал разработку и проведение 25 испытательных пусков с наземной установки (англ. development type flights — C3X, эквивалентны «этапу главного конструктора» или «лётно-конструкторским испытаниям» в СССР) и пяти пусков с подводной лодки (англ. PEM — Production Evaluation Missile, аналогичен этапу «зачётных» или «совместных испытаний» в СССР). Этап эскизного проектирования (англ. CDP — Concept Design Phase) проводился «Локхид» с февраля 1965 по февраль 1966 года. В марте 1966 года начался этап полномасштабного проектирования и разработки (англ. FSED — full-scale engineering development, «рабочее проектирование» в СССР), завершившийся в марте 1968 года. К концу 1965 года ракета получила индекс UGM-73A.
Параллельно с разработкой ракеты с 1966 года шёл процесс создания инерциальной навигационной системы (ИНС) наведения с астрокоррекцией. Её создание должно было позволить радикально повысить точность наведения боевых блоков на цель. С 1968 года эта система получила обозначение Mk.4. Но задержки в её разработке и скептицизм ряда представителей Конгресса в обеспечении заявленных характеристик привели к тому, что «Посейдон» получил традиционную ИНС, получившую обозначение Mk.3.

## Конструкция

### Ракета

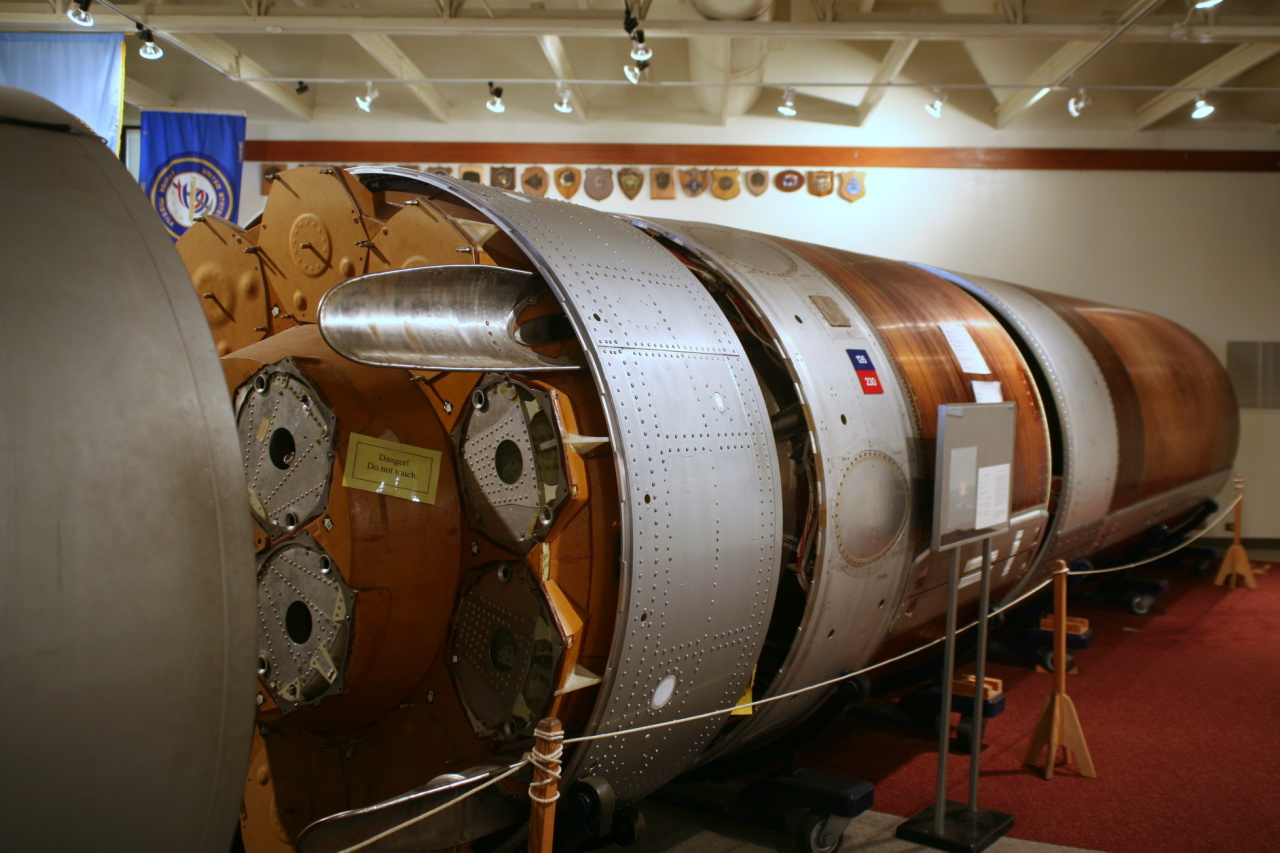
Ракета «Посейдон» в музее USS Bowfin Submarine Museum & Park. На переднем плане разделяющаяся головная часть без боевых блоков с наполовину снятым обтекателем.

«Посейдон C-3» представлял собой двухступенчатую баллистическую ракету с тандемным расположением ступеней. Длина ракеты 10 393 мм (34,1 фута), стартовая масса — 29 483 кг (65 000 фунтов). Диаметр маршевых ступеней 1880 мм (74 дюйма), диаметр головной части — 1830 мм (72 дюйма). Обе маршевых ступени оснащались твердотопливными ракетными двигателями (РДТТ) и разрабатывались совместно «Hercules» и «Thiokol Chemical Corporation». «Hercules» полностью отвечала за вторую ступень и корпус первой. Корпус двигателей обеих ступеней изготовлялся из стеклопластика и являлся одновременно корпусом соответствующей ступени. Управление в полёте осуществлялось с помощью отклонения качающихся сопел. Сопло РДТТ первой ступени изготовлялось из алюминиевого сплава. Оно утоплено в двигатель и выдвигалось в рабочее положение перед запуском двигателя. Для управления ракетой по тангажу и рысканью сопло могло отклоняться специальной гидравлической системой с приводом от газогенератора. Для управления ракетой по крену (вращение вокруг оси) применялась система микросопел с использованием газа, вырабатывавшегося газогенератором.
РДТТ второй ступени отличался от двигателя первой ступени только сопловым блоком. Его частично утопленное отклоняемое сопло изготовлялось из стекловолокна с графитовым вкладышем. Топливо в обоих РДТТ смесевое, состояло из перхлората аммония и углеводородного горючего с присадками алюминия. Ступени и приборный отсек между собой соединялись переходниками из алюминиевого сплава.
Для разделения ступеней применялся огневой способ. Традиционно для американских БРПЛ в передней части переходников укладывался разрывной шнуровой заряд, срабатывавший в момент разделения. Отсечка тяги (прекращение работы двигателя) производилась с помощью пиротехнических зарядов, прорубавших проёмы в корпусе двигателя.
Разделяющаяся головная часть (англ. Post Boost Control System, в просторечии bus, автобус) состояла из боевого, приборного отсека и отсека двигательной установки. В приборном отсеке располагалась трёхосная гиростабилизированная платформа и электронный вычислительный блок, обеспечивавшие управление ракетой на активном участке траектории и разведение блоков по индивидуальным целям. Система наведения обеспечивала круговое вероятное отклонение (КВО) порядка 800 м. Путём нескольких модернизационных программ точность наведения была повышена. В 1974 году была проведена модернизация приемников радионавигационной системы «Лоран-С». К началу 1980-х годов была проведена модернизация навигационной системы «Транзит», повысившей точность определения координат подводных ракетоносцев. К этому же времени была проведена модернизация ИНС и вычислительного блока ракеты с использованием новой элементной базы и гироскопов с электростатическим подвесом. Эти меры позволили довести показатель КВО до 470 м.
Боевой отсек позволял разместить до 14 боевых блоков Mk.3 с боевой частью W68 с мощностью по разным источникам от 40 до 50 кт. Двигательная установка состояла из газогенератора с постоянным горением и восьми пар сопел, позволявшим менять направление истечение газа. Благодаря этому обеспечивалась потребная ориентация головной части и направление вектора тяги. Дальность и зона разведения боевых блоков зависела от их забрасываемого количества. В варианте с 14 боевыми блоками максимальная дальность была 1800 морских миль (3334 км) при этом осуществлялось только рассеивание боевых блоков, без их индивидуального наведения. В базовом варианте с 10 блоками максимальная дальность достигала 2500 миль (4630 км) а максимальная зона разведения боевых блоков составляла 150 миль (278 км). При оснащении шестью блоками достигалась максимальная дальность 3000 миль (5556 км), при зоне разведения в 300 миль (556 км).
Корпус боевого блока Mk.3 выполнялся из бериллиевого сплава с абляционным графитовым носком. Блок оснащался дополнительной защитой от рентгеновского излучения (см. Поражающие факторы ядерного взрыва). Графитовый носок имел асимметричную форму и в полёте в плотных слоях атмосферы придавал блоку вращение для предотвращения неравномерного обгорания.

### Ракетный комплекс

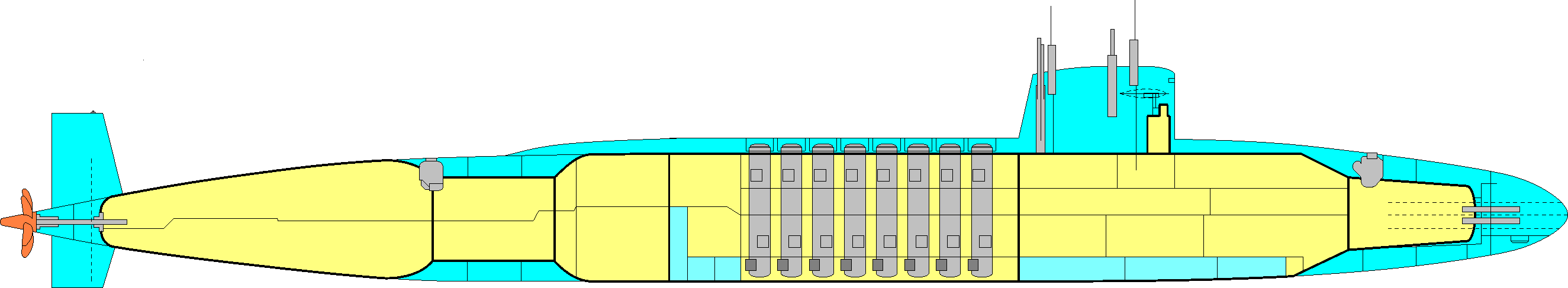
Схематичный разрез подводной лодки типа «Лафайет». Ракетные шахты выделены серым цветом.

Ракетный комплекс «Посейдон» размещался на носителях путём замены старого комплекса «Поларис». При этом производился ряд модернизаций. Навигационный комплекс подводных лодок типа «Лафайет» с уровня Mk.2 mod 3 модернизировался до уровня Mk.2 mod 6. Приемная антенная AN/WPN-3 системы радионавигации LORAN-C заменялась на AN/BPN-5. В вычислительном комплексе компьютеры NAVDAC заменялись на Univac CP-890. Для более точных расчётов параметров траектории ракеты стала использоваться карта гравитационных полей. Система управления стрельбой модернизировалась до уровня Mk.84. Стартовая система Mk.21 заменялась на Mk.24.
Пусковые установки входящие в состав стартовой системы состоят из шахты, пускового стакана, систем выброса и системы контроля. Шахты цилиндрической формы закреплены вертикально в корпусе ПЛАРБ и рассчитаны на ту же нагрузку, что и прочный корпус лодки. Сверху они закрываются крышками, поднимающимися перед стартом ракет. Для предотвращения попадания воды внутрь шахты в момент старта служит специальная мембрана из армированного стеклопластика толщиной в несколько миллиметров. Внутри шахты располагается пусковой стакан. В зазоре между стаканом и шахтой расположены 20—30 башмаков на гидравлических амортизаторах. Ракета внутри пускового стакана располагается на опорных и обтюрирующих поясах.
Для выбрасывания ракеты из шахты применяется специальная система создания парогазовой смеси. Газ генерируемый пороховым аккумулятором давления подается в специальную камеру с водой. Образующийся при этом пар подается в шахту ракеты. Ракета разгоняется внутри шахты с ускорением до 10g до скорости порядка 45—50 м/с. Ракета при этом пробивает мембрану и внутрь шахты поступает забортная вода. После выхода ракеты из шахты она закрывается крышкой, а вода перекачивается в специальную заместительную цистерну.
Ракета выходит из воды и на высоте 10—30 м по сигналу датчика включается двигатель первой ступени. На высоте примерно 20 км происходит отстрел первой ступени и включение двигателя второй ступени. Управление ракетой на этих этапах осуществляется с помощью отклоняемых сопел. После отсоединения от второй ступени головная часть продолжает полёт, по заданной траектории производя последовательный отстрел боеголовок.
Время предстартовой подготовки составляет порядка 15 минут. Глубина пуска ракет порядка 15—30 м. Весь боекомплект может быть выпущен с интервалом в 50 секунд.

### Испытания, производство, развёртывание и эксплуатация
Цикл наземных лётных испытаний, также как и для «Поларис», проводился в зоне восточного испытательного полигона с пусковой площадки, расположенной на мысе Канаверал. Так же как и в случае с «Поларисом», в цикл лётно-конструкторских испытаний входили запуски с моря с борта специально оборудованного корабля USNS Observation Island (AG–154). Первый пуск этапа C3X состоялся 16 августа 1968 года. В течение первых пусков было принято решение сократить наземный цикл испытаний до 20 пусков. В ходе цикла последний пуск был проведён 29 июня 1970 года. Из 20 пусков 13 завершились успешно, а в 7 случаях завершились аварийно. По другим данным успешными были 14 пусков.
Цикл испытаний завершался пусками с подводной лодки (этап PEM) в зоне восточного испытательного полигона. Первая модернизируемая под комплекс «Посейдон» лодка — SSBN-627 «Джеймс Мэдисон» — была переоборудована на верфи Electric Boat с 3 февраля 1969 по 28 июня 1970 года. Первый пуск с борта ракетоносца состоялся 17 июля 1970 года. За пуском вело наблюдение советское судно ССВ-503 «Харитон Лаптев». Оставшиеся четыре пуска были проведены с борта SSBN-627 и SSBN-629 Daniel Boone. Все пять завершились успешно.
| Перечень пусков по программе лётных испытаний | Перечень пусков по программе лётных испытаний | Перечень пусков по программе лётных испытаний | Перечень пусков по программе лётных испытаний | Перечень пусков по программе лётных испытаний | Перечень пусков по программе лётных испытаний |
| № запуска                                     | дата                                          | вид запуска                                   | место запуска                                 | стартовая площадка                            | результат                                     |
| --------------------------------------------- | --------------------------------------------- | --------------------------------------------- | --------------------------------------------- | --------------------------------------------- | --------------------------------------------- |
| 1                                             | 16.08.1968                                    | полигонные испытания                          | мыс Канаверал                                 | LC25C                                         | успешный запуск                               |
| 2                                             | 26.11.1968                                    | полигонные испытания                          | мыс Канаверал                                 | LC25C                                         | успешный запуск                               |
| 3                                             | 21.01.1969                                    | полигонные испытания                          | мыс Канаверал                                 | LC25C                                         | авария                                        |
| 4                                             | 19.02.1969                                    | полигонные испытания                          | мыс Канаверал                                 | LC25C                                         | успешный запуск                               |
| 5                                             | 20.03.1969                                    | полигонные испытания                          | мыс Канаверал                                 | LC25C                                         | успешный запуск                               |
| 6                                             | 09.04.1969                                    | полигонные испытания                          | мыс Канаверал                                 | LC25C                                         | авария                                        |
| 7                                             | 24.05.1969                                    | полигонные испытания                          | мыс Канаверал                                 | LC25C                                         | успешный запуск                               |
| 8                                             | 15.06.1969                                    | полигонные испытания                          | мыс Канаверал                                 | LC25C                                         | успешный запуск                               |
| 9                                             | 09.07.1969                                    | полигонные испытания                          | мыс Канаверал                                 | LC25C                                         | успешный запуск                               |
| 10                                            | 22.08.1969                                    | полигонные испытания                          | мыс Канаверал                                 | LC25C                                         | успешный запуск                               |
| 11                                            | 17.09.1969                                    | полигонные испытания                          | мыс Канаверал                                 | LC25C                                         | авария                                        |
| 12                                            | 03.11.1969                                    | полигонные испытания                          | мыс Канаверал                                 | LC25C                                         | авария                                        |
| 13                                            | 26.11.1969                                    | полигонные испытания                          | мыс Канаверал                                 | LC25C                                         | успешный запуск                               |
| 14                                            | 16.12.1969                                    | полигонные испытания                          | ETR                                           | AG–154                                        | успешный запуск                               |
| 15                                            | 23.01.1970                                    | полигонные испытания                          | мыс Канаверал                                 | LC25C                                         | успешный запуск                               |
| 16                                            | 04.02.1970                                    | полигонные испытания                          | ETR                                           | AG–154                                        | авария                                        |
| 17                                            | 24.03.1970                                    | полигонные испытания                          | ETR                                           | AG–154                                        | авария                                        |
| 18                                            | 14.05.1970                                    | полигонные испытания                          | мыс Канаверал                                 | LC25C                                         | успешный запуск                               |
| 19                                            | 17.06.1970                                    | полигонные испытания                          | мыс Канаверал                                 | LC25C                                         | успешный запуск                               |
| 20                                            | 30.07.1970                                    | полигонные испытания                          | мыс Канаверал                                 | LC25C                                         | авария                                        |
| 21                                            | 03.08.1970                                    | подводный пуск                                | ETR                                           | SSBN-627                                      | успешный запуск                               |
| 22                                            | 17.08.1970                                    | подводный пуск                                | ETR                                           | SSBN-627                                      | успешный запуск                               |
| 23                                            | 08.09.1970                                    | подводный пуск                                | ETR                                           | SSBN-629                                      | успешный запуск                               |
| 24                                            | 21.09.1970                                    | подводный пуск                                | ETR                                           | SSBN-629                                      | успешный запуск                               |
| 25                                            | 06.10.1970                                    | подводный пуск                                | ETR                                           | SSBN-629                                      | успешный запуск                               |

Всего до 1975 года было произведено 619 ракет «Посейдон». Последняя партия ракет в 72 шт. была закуплена в рамках бюджета 1974 года и стоила 643 млн долларов в ценах 1995 года ($8,93 млн за ракету). Для оснащения ракет «Посейдон» с июня 1970 по июнь 1975 года было произведено 5250 боезарядов W-68. В процессе эксплуатации ракет и боеголовок были обнаружены и исправлены ряд дефектов. Так, был обнаружен производственный дефект графитового носка боевого блока Mk.3, что привело к необходимости в период с 1973 по 1976 год заменить их на всех боеголовках. Чуть позже была выявлена повышенная пожароопасность боезаряда W-68. С ноября 1978 по 1983 год были переоборудованы 3200 зарядов, а остальные списаны.
Под носители комплекса изначально планировалось перевооружить 31 лодку на основе проекта SCB 216 — типы «Лафайет», «Джеймс Мэдисон» и «Бенджамин Франклин». Более ранние ракетоносцы — 10 лодок типа «Джордж Вашингтон» и «Этен Аллен» использовать не планировались, потому что диаметр их прочной шахты не позволял разместить новую ракету. Все лодки должны были переоборудоваться в течение плановых капитальных ремонтов. Девять первых из них — тип «Лафайет», ранее несли комплекс «Поларис A2», остальные — «Поларис A3». Переоборудование первых двух лодок было заложено в бюджете 1968 года. В течение последующих семи лет переоборудовались и остальные — две лодки по бюджету 1969 года, четыре — 1970, по шесть лодок с 1971 по 1973 год, две в рамках 1974 бюджетного года и две завершающих в 1975 году.
Первым ракетоносцем, заступившим на боевое дежурство, стал вышедший 31 марта 1971 года из Чарлстона, Южная Каролина, «Джеймс Мэдисон». Десять лодок типов «Джордж Вашингтон» и «Этен Аллен» были переоборудованы под «Поларис A-3» и служили на Тихом океане с базы на о. Гуам. Все переоборудованные под комплекс «Посейдон C-3» лодки служили на Атлантическом океане, выходя на дежурство с тех же пунктов передового базирования, что и лодки, ранее вооружённые «Поларисами», — залив Холи Лох (Шотландия), Рота (Испания) и Чарлстон (США, Южная Каролина).
Принятие на вооружение ракет «Посейдон C-3» значительно повысило боевые возможности флота США. При неизменном количестве ракетоносцев размещенное на них количество боеголовок возросло в 2,6 раза. Если в 1967 году на 656 ракетах «Поларис» было установлено 2016 боеголовок, то в 1977 году на 496 ракетах «Посейдон» размещалось 4960 боевых блоков, плюс ещё 480 на ракетах «Поларис». В процессе эксплуатации стартовая надёжность ракет «Посейдон C-3» составила 84 %.
В ноябре 1968 года флот США начал разработку ракеты нового поколения, завершившуюся в 1979 году принятием на вооружение ракеты «Трайдент-1». Под новую ракету были переоборудованы двенадцать ПЛАРБ. Поэтому фактически максимальное количество лодок — 31 — было развернуто только в 1978 году, а к 1982 году количество ПЛ, вооружённых ракетами «Посейдон», уменьшилось до 19 и соответственно количество размещенных ракет до 304 шт. С 1981 года начался ввод в строй новых ракетоносцев типа «Огайо», вооружённых ракетами «Трайдент». По мере ввода в строй новых лодок старые ПЛАРБ, вооружённые ракетами «Поларис» и «Посейдон», выводились из состава флота. К 1991 году в строю остались только 11 лодок, вооружённых ракетами «Посейдон». С 1991 года, в соответствии с договором СНВ-1, начался вывод из списков флота оставшихся лодок, вооружённых ракетами «Посейдон». Последняя из них была выведена из состава флота в 1996 году.
| Развёртывание и пуски ракет «Посейдон» по данным на конец года | Развёртывание и пуски ракет «Посейдон» по данным на конец года | Развёртывание и пуски ракет «Посейдон» по данным на конец года | Развёртывание и пуски ракет «Посейдон» по данным на конец года | Развёртывание и пуски ракет «Посейдон» по данным на конец года |
| Год                                                            | Количество развернутых ПЛАРБ                                   | Ракет на них                                                   | Боеголовок                                                     | Пусков за год                                                  |
| -------------------------------------------------------------- | -------------------------------------------------------------- | -------------------------------------------------------------- | -------------------------------------------------------------- | -------------------------------------------------------------- |
| 1968                                                           |                                                                |                                                                |                                                                | 2                                                              |
| 1969                                                           |                                                                |                                                                |                                                                | 12                                                             |
| 1970                                                           |                                                                |                                                                |                                                                | 13                                                             |
| 1971                                                           | 7                                                              | 112                                                            | 1120                                                           | 16                                                             |
| 1972                                                           | 12                                                             | 192                                                            | 1920                                                           | 22                                                             |
| 1973                                                           | 20                                                             | 320                                                            | 3200                                                           | 13                                                             |
| 1974                                                           | 22                                                             | 352                                                            | 3520                                                           | 12                                                             |
| 1975                                                           | 23                                                             | 368                                                            | 3680                                                           | 19                                                             |
| 1976                                                           | 28                                                             | 448                                                            | 4480                                                           | 23                                                             |
| 1977                                                           | 29                                                             | 464                                                            | 4640                                                           | 16                                                             |
| 1978                                                           | 31                                                             | 496                                                            | 4960                                                           | 18                                                             |
| 1979                                                           | 29                                                             | 464                                                            | 4640                                                           | 11                                                             |
| 1980                                                           | 25                                                             | 400                                                            | 4000                                                           | 18                                                             |
| 1981                                                           | 23                                                             | 368                                                            | 3680                                                           | 9                                                              |
| 1982                                                           | 19                                                             | 304                                                            | 3040                                                           | 8                                                              |
| 1983                                                           | 19                                                             | 304                                                            | 3040                                                           | 13                                                             |
| 1984                                                           | 19                                                             | 304                                                            | 3040                                                           | 6                                                              |
| 1985                                                           | 18                                                             | 288                                                            | 2880                                                           | 11                                                             |
| 1986                                                           | 16                                                             | 256                                                            | 2560                                                           | 9                                                              |
| 1987                                                           | 16                                                             | 256                                                            | 2560                                                           | 10                                                             |
| 1988                                                           | 14                                                             | 224                                                            | 2240                                                           | 4                                                              |
| 1989                                                           | 13                                                             | 208                                                            | 2080                                                           | 2                                                              |
| 1990                                                           | 11                                                             | 176                                                            | 1760                                                           | 1                                                              |
| ИТОГО                                                          |                                                                |                                                                |                                                                | 268                                                            |

## Тактико-технические характеристики
- Дальность:
  - С 10 ББ — 4600 км[13]
  - С 6 ББ — 5600 км[35]
  - С 14 ББ — 3330 км
- Апогей траектории: > 800 км
- Скорость: до 3580 м/с
- Максимальная площадь района разведения ББ: 10 000 км²
- Точность (КВО): 800 м (470 м после модернизаций)
- Головная часть:
  - Тип ГЧ — РГЧ ИН + КСП ПРО (лёгкие и тяжёлые ложные цели, станции активных помех, дипольные отражатели)
  - Тип ББ — Mk.3 с термоядерным зарядом W68[англ.]
  - Количество и мощность ББ — 6 или 10 или 14 мощностью по 40—50 кт[35]
- Стартовая масса: 29,5 т
- Забрасываемая масса: 2000 кг
- Длина: 10,39 м
- Диаметр: 1,88 м
- Количество ступеней: 2
- 1-я ступень:
  - Тип ДУ 1-й ступени: РДТТ Hercules/Thiokol
- 2-я ступень:
  - Тип ДУ 2-й ступени: РДТТ Hercules
- Тип старта: сухой
- Время подготовки к пуску: 15 минут
- Интервал между пусками: 50 сек.

## Сравнительная оценка
Ракетная система «Посейдон» в базовой комплектации имела ту же максимальную дальность, что и предыдущий ракетный комплекс «Поларис A-3». За счёт увеличившейся точности мощность боевого заряда уменьшена до 50 кт. При этом количество забрасываемых блоков было увеличено с трёх до десяти. Благодаря этому, при том же числе носителей, американские морские стратегические силы значительно увеличили количество размещенных боезарядов и вышли в ядерной триаде на лидирующие позиции. Развёртывание ПЛАРБ с ракетами «Посейдон» в зонах, прикрытых собственными противолодочными силами, и высокая скрытность ракетоносцев позволили обеспечить их высокую боевую устойчивость.
Но самым важным изменением по сравнению с ракетой предыдущего типа стало использование разделяющейся головной части с индивидуальным наведением боевых блоков. Это позволило реализовать принцип многовариантности боевого применения. Если «Поларис A-3» мог применяться только против площадных незащищённых целей типа городов, комплекс «Посейдон» мог применяться и против военных целей, в том числе стартующих баллистических ракет. Хотя его возможности против высокозащищённых целей были не достаточны, вероятность поражения таких целей возрастала при применении против них одновременно нескольких боевых блоков.
По сравнению с принятой в 1974 году в СССР на вооружение ракетой Р-29 американская обладала рядом преимуществ: повышенные эксплуатационные характеристики благодаря использованию РДТТ вместо ЖРД, большая точность, забрасываемый вес и РГЧ ИН. Но при этом советская ракета имела межконтинентальную дальность и боевую часть, которую возможно было применять против защищённых целей. Поэтому дальнейшим направлением развитием американских и советских ракет стало создание межконтинентальных ракет, оснащённых РГЧ ИН.
| ТТХ                        | Поларис A1                | Поларис A2                | Поларис A3                | Р-27                                      | Р-27У                                     | Р-27У                                     | Посейдон C3               | Р-29                                      | M1          | M20         |       |
| -------------------------- | ------------------------- | ------------------------- | ------------------------- | ----------------------------------------- | ----------------------------------------- | ----------------------------------------- | ------------------------- | ----------------------------------------- | ----------- | ----------- | ----- |
| Страна                     | Соединённые Штаты Америки | Соединённые Штаты Америки | Соединённые Штаты Америки | Союз Советских Социалистических Республик | Союз Советских Социалистических Республик | Союз Советских Социалистических Республик | Соединённые Штаты Америки | Союз Советских Социалистических Республик | Франция     | Франция     |       |
| Год принятия на вооружение | 1960                      | 1962                      | 1964                      | 1968                                      | 1974                                      | 1974                                      | 1970                      | 1974                                      | 1972        | 1976        |       |
| Максимальная дальность, км | 2200                      | 2800                      | 4600                      | 2500                                      | 3000                                      | 2500                                      | 4600                      | 7800                                      | 3000        | 3200        |       |
| Забрасываемый вес, кг      | 500                       | 500                       | 760                       | 650                                       | 650                                       | >650                                      | 2000                      | 1100                                      | 1360        | 1000        |       |
| Тип головной части         | моноблочная               | моноблочная               | РГЧ РТ                    | моноблочная                               | моноблочная                               | РГЧ РТ                                    | РГЧ ИН                    | моноблочная                               | моноблочная | моноблочная |       |
| Мощность, кт               | 600                       | 800                       | 3×200                     | 1000                                      | 1000                                      | 3×200                                     | 10×50                     | 1000                                      | 500         | 1200        |       |
| КВО, м                     | 1800                      |                           | 1000                      | 1900                                      | 1300—1800                                 | 1300—1800                                 | 800                       | 1500                                      |             | 1000        |       |
| Стартовая масса, т         | 12,7                      | 13,6                      | 16,2                      | 14,2                                      | 14,2                                      | 14,2                                      | 29,5                      | 33,3                                      | 20          | 20          | 20    |
| Длина, м                   | 8,53                      | 9,45                      | 9,86                      | 9,65                                      | 9,65                                      | 9,65                                      | 10,36                     | 13                                        | 10,67       | 10,67       |       |
| Диаметр, м                 | 1,37                      | 1,37                      | 1,37                      | 1,5                                       | 1,5                                       | 1,5                                       | 1,88                      | 1,8                                       | 1,49        | 1,49        |       |
| Количество ступеней        | 2                         | 2                         | 2                         | 1                                         | 1                                         | 1                                         | 2                         | 2                                         | 2           | 2           |       |
| Тип двигателя              | РДТТ                      | РДТТ                      | РДТТ                      | ЖРД                                       | ЖРД                                       | ЖРД                                       | РДТТ                      | ЖРД                                       | РДТТ        | РДТТ        |       |
| Тип старта                 | сухой                     | сухой                     | сухой                     | мокрый                                    | мокрый                                    | мокрый                                    | сухой                     | мокрый                                    | сухой       | сухой       | сухой |